# Serruria incrassata
Serruria incrassata är en tvåhjärtbladig växtart som beskrevs av Buek och Ernst Meyer. Serruria incrassata ingår i släktet Serruria och familjen Proteaceae. Inga underarter finns listade i Catalogue of Life.